# Стјава (Лука)
Стјава је насеље у Италији у округу Лука, региону Тоскана.
Према процени из 2011. у насељу је живело 3109 становника. Насеље се налази на надморској висини од 15 м.